# Кането (Месина)
Кането је насеље у Италији у округу Месина, региону Сицилија.
Према процени из 2011. у насељу је живело 2219 становника. Насеље се налази на надморској висини од 41 м.